# Heartland Championship 2015
El Campeonato Heartland 2015 fue la décima edición de la segunda división de rugby de Nueva Zelanda. 
El campeón de la competencia fue Wanganui, quienes lograron su cuarto campeonato.

## Sistema de disputa
Cada equipo disputa 8 encuentros frente a sus rivales.
- Los cuatro equipos con mejor clasificación al final de la fase de grupos clasifican a la semifinal de la Copa Meads buscando el título de la competición.

- Los equipos ubicados entre la quinta y octava posición al final de la fase de grupos clasifican a la semifinal de la Copa Lochore, la copa que se asigna al ganador de los playoff por el quinto puesto.

## Clasificación
- Clasificación[1]

| Pos. | Equipo            | Encuentros | Encuentros | Encuentros | Encuentros | Tantos | Tantos | Tantos | PB | PB | Puntos |
| Pos. | Equipo            | PJ         | PG         | PE         | PP         | F      | C      | Dif    | BO | BD | Puntos |
| ---- | ----------------- | ---------- | ---------- | ---------- | ---------- | ------ | ------ | ------ | -- | -- | ------ |
| 1.º  | South Canterbury  | 8          | 7          | 0          | 1          | 346    | 162    | +184   | 7  | 0  | 35     |
| 2.º  | Mid Canterbury    | 8          | 7          | 0          | 1          | 295    | 228    | +67    | 5  | 1  | 34     |
| 3.º  | Wanganui          | 8          | 6          | 1          | 1          | 318    | 185    | +133   | 6  | 1  | 33     |
| 4.º  | Wairarapa Bush    | 8          | 4          | 0          | 4          | 238    | 192    | +46    | 5  | 2  | 23     |
| 5.º  | Horowhenua-Kapiti | 8          | 4          | 0          | 4          | 263    | 261    | +2     | 5  | 2  | 23     |
| 6.º  | Buller            | 8          | 4          | 0          | 4          | 200    | 187    | +13    | 3  | 2  | 21     |
| 7.º  | King Country      | 8          | 4          | 1          | 3          | 245    | 192    | +53    | 3  | 0  | 21     |
| 8.º  | North Otago       | 8          | 4          | 0          | 4          | 189    | 252    | −63    | 2  | 2  | 20     |
| 9.º  | Thames Valley     | 8          | 3          | 0          | 5          | 206    | 255    | −49    | 4  | 0  | 16     |
| 10.º | West Coast        | 8          | 3          | 0          | 5          | 184    | 208    | −24    | 3  | 1  | 16     |
| 11.º | Poverty Bay       | 8          | 1          | 0          | 7          | 227    | 333    | −106   | 4  | 2  | 10     |
| 12.º | East Coast        | 8          | 0          | 0          | 8          | 112    | 368    | −256   | 1  | 1  | 2      |

|  | Semifinales Copa Meads.      |
|  | Semifinalistas Copa Lochore. |

## Copa Lochore - Quinto Puesto

### Semifinal
| 17 de octubre | Buller | 6 - 20 | King Country |  |  |

| 17 de octubre | Horowhenua-Kapiti | 12 - 57 | North Otago |  |  |

### Final
| 24 de octubre | King Country | 47 - 34 | North Otago |  |  |

| Bandera de Nueva Zelanda          |
| Ganador Copa Lochore King Country |
| Primer título                     |

## Copa Meads

### Semifinal
| 17 de octubre | South Canterbury | 25 - 21 | Wairarapa Bush |  |  |

| 17 de octubre | Mid Canterbury | 11 - 26 | Wanganui |  |  |

### Final
| 24 de octubre | South Canterbury | 11 - 28 | Wanganui |  |  |

| Bandera de Nueva Zelanda |
| Campeón Wanganui         |
| Cuarto título            |